# FUDOSI
FUDOSI sau FUDOESI (din franceză: Fédération Universelle des Ordres Et Sociétés Initiatiques) a fost o federație de ordine și societăți ezoterice sau mistice autonome, fondată la 14 august 1934, în Bruxelles (Belgia). Aceasta a fost dizolvată în 1951 și s-a aflat în conflict cu FUDOFSI.
Denumirea latină a federației era Federatio Universalis Dirigens Ordines Societatesque Initiationis.

## Sumar
FUDOSI a reprezentat o încercare de a crea o federație de ordine mistice având misiunea de a „proteja liturghiile, riturile și doctrinele sacre ale Ordinelor tradiționale inițiatice, pentru a nu fi acaparate și profanate de organizații clandestine” (jurnalul FUDOSI din luna noiembrie 1946). Unul dintre fondatorii săi importanți a fost AMORC (Anticul și Mistic Ordin al Roza-Crucii). Un document AMORC descrie natura FUDOSI după cum urmează:
„Anumite persoane, ale căror minți nu au primit încă suficientă lumină, s-au întrebat de ce a fost necesară adunarea într-o Federație Universală a Ordinele Inițiatice, care, în propriul domeniu de lucru, se bucură de libertate absolută și completă și perfectă autonomie și independență. La această nelămurire putem replica, că mai mult decât în orice altă parte, în lucrarea inițiatică cea mai mare vigilență este indispensabilă și că o disciplină internațională strictă și activă trebuie exercitată. Trebuie să recunoaștem cu regret, că există numeroși falși profeți și un număr de așa-zis inițiați care folosesc, în scopuri egoiste și tiranice de dominare, pretextul inițierii pentru a lovi și exploata persoane naive și sincere. Era timpul să atenționăm publicul împotriva acestor falși lideri și împotriva doctrinelor toxice pe care le-au predat sufletelor încrezătoare. În fiecare țară, fiecare Ordin autentic și regular își cunoaște imitatorii și falșii profeți. A fost necesară supravegherea acestor mișcări clandestine, expunerea acestor impostori sau unelte ale forțelor ascunse și nedeclarate, în toate țările, oriunde ar fi operaționale, evitând astfel orice confuzie între Ordinele regulare și autentice și Organizații false care sunt dăunătoare sau care predau învățături care nu au nimic de-a face cu Tradiția universală și ezoterismul. Și de asemenea a fost necesar ca Ordinele autentice să aibă grijă în alegerea propriilor membri și ofițeri și în menținerea propriilor adepți și studenți pe calea dreaptă a adevăratelor doctrine, obligându-i să urmeze un sens strict al lucrului disciplinat, rațional, sincer și conștient, pentru a evita radicalizarea și alienarea heterodoxiei. Acest uriaș efort, depus în scopul protejării Ordinelor împotriva inamicilor interni și exteriori, a fost condus cu succes de F.U.D.O.S.I. și este acum în derulare. («F.U.D.O.S.I.» 1946 San Jose, AMORC)”
FUDOSI a fost dizolvat în 1951, în urma dezacordurilor dintre membrii săi.

## Conducere și organizare
SAR, un titlu care înseamnă Fiul lui Ra sau Son Altesse Royale (Altețea Sa Regală), a fost atribuit tuturor demnitarilor din FUDOSI. După prima convenție organizată din 1934, au fost aleși 12 membri pentru a forma Consiliul Suprem, condus de 3 imperatori:
- Sar Hieronymus (Emile Dantinne) Imperator al Europei
- Sar Alden (Harvey Spencer Lewis) Imperator al continentului american
- Sar Yesir (Victor Blanchard) Imperator al „Orientului”.

H. S. Lewis (Sar Alden) a creat simbolul FUDOSI. După moartea lui Lewis în 1939, fiul său Ralph Maxwell Lewis a devenit unul dintre cei trei imperatori ai FUDOSI, sub numele Sar Validivar. În 1946  Andre Cordonnier a devenit unul dintre imperatori.

## Organizații asociate
Iată o listă a ordinelor și societăților reprezentate la prima convenție FUDOSI din 1934:
- Ordre de la Rose+Croix universelle (Sar Hieronymus)
- Ordre de la Rose+Croix universitaire (Sar Hieronymus, Sar Elgrim)
- Ordre kabbalistique de la Rose+Croix (Sar Yesir reprezentant pentru Lucien Mauchel)
- Confrerie des Freres illumines de la Rose+Croix (Sar Amertis)
- A.M.O.R.C. S.U.A. (Sar Alden, Sar Emmanuel, Sar Iohannes)
- Militia crucifera evangelica (Sar Alden)
- Ordre ancien et mystique de la Rose+Croix AMORC-Switzerland (Sar Amertis reprezentant pentru Sar Alkmaion)
- Societe alchimique de France (Sar Amertis)
- Ordre des Samaritains inconnus (Sar Amertis)
- Ordre hermetiste tetramegiste et mystique sau Ordre Pythagoricien (Sar Succus, Sar Helios)
- Ordre martiniste et synarchique (Sar Yesir)
- Fraternite des Polaires (Sar Yesir)
- Ordre maçonnique oriental de Memphis-Mizraim stricte observance (Sar Iohannes, Sar Ludovicus)
- Ordinul Co-masonic Memphis-Mizraim (Sar Laya, Sar Fulgur)
- L'Eglise gnostique universelle (Tau Targelius = Victor Blanchard)

Ordre maçonnique oriental de Memphis-Misraim (stricte observance) și Ordinul Mixt Memphis-Mizraim, singura organizație masonică asociată cu FUDOSI, au fost eliminate în urma unei decizii luate de cei trei Imperatori (Lewis, Dantinne, Blanchard) la 1 august 1935.

## Poziția față de masonerie
Un document din FUDOSI intitulat „Raport privind ordinele și societățile inițiatice. 10.12.1941”, redactat de Imperatorul FUDOSI Emille Dantinne, face următoarele precizări, privind Francmasoneria:
„În 1934, la momentul fondării F.U.D.O.S.I., Francmasoneria a fost condamnată de către către Ordinele participante ca organizație ateistă și niciun Ordin Masonic nu va fi admis în federație. O excepție s-a făcut pentru Ritul Antic Memphis-Misraim, care a fost recunoscut ca Ordin spiritual și nerecunoscut de către celelalte Obediențe masonice.”
Dar admiterea s-a dovedit a fi o greșeală. Ulterior, în document, citim:
„... nicio colaborare nu este posibilă între F.U.D.O.S.I. și orice rit sau ordin masonic. În 1935, liderii din F.U.D.O.S.I. au exclus singurul ordin masonic din rândurile lor. Aceștia și-au forțat chiar proprii membri să întrerupă legăturile cu masoneria, sub amenințarea excluderii (cu excepția d-lui. Wittemans, care a rămas membru al unei organizații masonice).”
Aceste declarații pot fi considerate neconsecvente, prin faptul că Francmasoneria solicită membrilor săi să creadă într-o Ființă Supremă. Nu se știe dacă aceste puncte de vedere aparțineau numai lui Emille Dantinne sau mai multor membri ai FUDOSI, totuși Sar Alden a fost membru al Ritului Antic Memphis-Misraim.

## Dizolvare
După finalul celei de-a opta convenții (14 august 1951), FUDOSI a fost dizolvată în urma unor dezacorduri pronunțate între Emile Dantinne și Ralph M. Lewis. A opta convenție s-a terminat după ce Ralph M. Lewis l-a criticat pe Jean Mallinger (Sar Elgrim), un demnitar FUDOSI, pentru că avea o „problemă” cu AMORC pentru admiterea de membri afro-americani. Cei trei Imperatori au semnat un document oficial care a marcat sfârșitul FUDOSI.